# Kettős-Körös híd (Békés)
A békési Kettős-Körös híd egy kétsávos vasbeton híd. A híd 1985-ben épült a régi vasszerkezetű híd mellé. A hídon a Békést és Tarhost összekötő 4238-as út vezet át.

## Története
Miután a mesterséges Körös csatorna a védtöltésekkel együtt elkészült, szükségessé vált a nyugat-kelet irányú közlekedés biztosítása. Új híd építésére került sor az immár Kettős-Körösnek nevezett folyó felett. Az első rész, amely a meder felett 1890-ben készült el, 1903-1906 között, az ártéri részek bővítésével továbbépült. Négy mezőben, többszörös rácsozású szerkezettel a kocsipályán 15 cm vastag, keresztirányú tölgyfapallót helyeztek el.
1904-ben Békés és Vésztő között keskeny nyomtávú vasút épült, melyet az Alföldi Első Gazdasági Vasút üzemeltetett. A vasúti sínek miatt módosítani kellett a pályaszerkezetet. 1965-ben, pedig éppen a vasútvonal megszűnése miatt kellett a pályatestet átépíteni. A híd város felőli szerkezetét először 1976-ban, majd 1980-ban ismét megrongálta egy túlméretezett teherszállító jármű. A híd üzemeltetője egy ideiglenes pontonhíd megépítésével biztosította a közúti forgalmat a szerkezeti elemek megerősítéséig. A Kettős-Körösön először Köröstarcsánál alkalmazták az Út- és Vasúttervező Vállalat szakembere, Reviczky János vezetésével kidolgozott, szabadnyílást biztosító, konzolosan szabadon szerelt hídépítési technológiát. A békési is ilyen új, modern technológiával épült. A Kettős-Körös új hídjának építését 1983-ban kezdték el, ünnepélyes átadására 1985. augusztus 18-án került sor. régi vasszerkezetű híd lebontása 1985. november 22-27. között több fázisban, robbantással történt.
A régi vasszerkezű hídra felvezető nyomvonal Tarhos felől a mai napig látható, az új híd mellett, jelenleg rutinpályaként használják különböző autósiskolák.

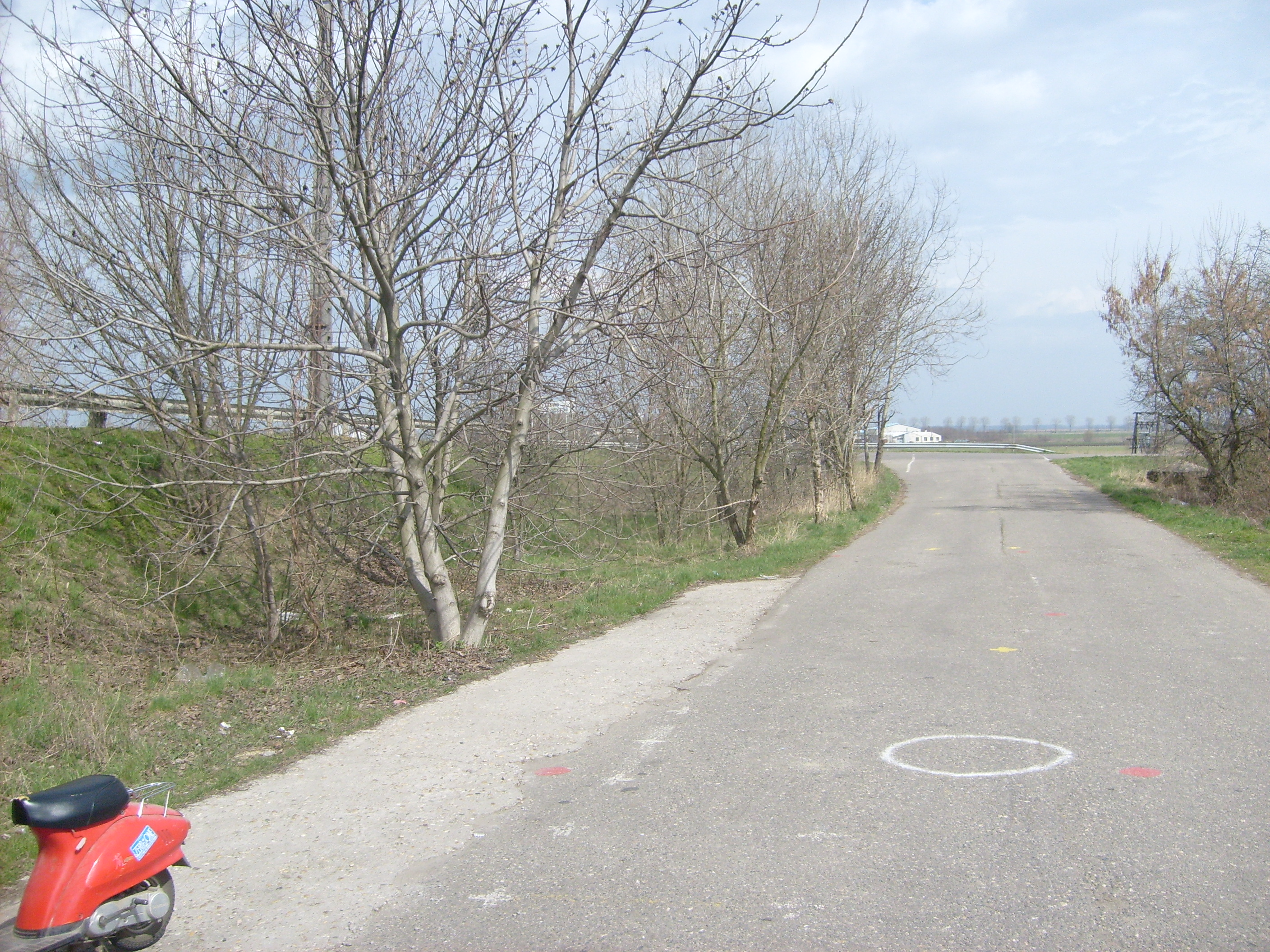
A régi hídra felvezető út